# Katarzyna Luksemburska (1342–1395)
Katarzyna Luksemburska (ur. 1342 w Pradze, zm. 26 kwietnia 1395 w Wiedniu) – królewna czeska, księżna austriacka.
Katarzyna była córką margrabiego morawskiego (późniejszego króla czeskiego i cesarza) Karola IV Luksemburskiego i jego pierwszej żony Blanki de Valois. W 1344 książę austriacki Albrecht II Kulawy i Karol IV Luksemburski zaplanowali małżeństwo swoich dzieci. Cztery lata później plan został potwierdzony. Katarzyna, córka Karola została zaręczona z Rudolfem, synem Albrechta II i wysłana na dwór wiedeński, gdzie się wychowywała. Ślub nastąpił na Wielkanoc 1353 w Pradze. Po śmierci Rudolfa (zm. 1365) bezdzietna Katarzyna została przez ojca wydana 19 marca 1366 za margrabiego brandenburskiego Ottona V Leniwego. Po jego śmierci w 1379 wróciła Austrii i zamieszkała na zamku Perchtoldsdorf, który był siedzibą wdów po książętach austriackich.